# 大木勝年
大木 勝年（おおき かつとし、1949年3月17日 - ）は、千葉県東金市出身の元プロ野球選手。ポジションは投手。

## 来歴・人物
東金市の農家に生まれ、成東高校では、1966年夏の甲子園千葉県予選準々決勝で、千葉工商の中山孝一と投げ合い0-2で完封負け、甲子園には出場できなかった。高校、大学の1年下に中村勝広がいる。早稲田大学へ進学。早大には1年上に小坂敏彦、安田猛（ヤクルトでも同僚）という好投手がおり、東京六大学野球リーグでは入学後3年間下積みを続ける。しかし4年生時には、同期のエース久保陽二（高松一高監督）とともに活躍。
1970年春季リーグに2勝1敗、防御率0.73（リーグ1位）、秋季リーグにも2勝3敗、防御率1.07（リーグ2位）を記録した。春は早慶戦で延長15回を完封引き分け、秋季リーグでは東大との2回戦で9連続奪三振という連盟新記録を樹立し、一躍脚光を浴びた。リーグ通算17試合登板、4勝4敗。
1970年ドラフト会議でヤクルトアトムズから16位指名を受け入団。社会人野球に内定していたこともあり、早大の選手でありながら全球団ドラフトの最後の指名での入団に話題が集まる。1971年にはイースタン・リーグで防御率第1位投手賞を獲得、ベストナインにも選出された。同年5月31日には広島を相手に一軍初先発を果たすが、1回に連続安打を浴び、1死も取れずに降板したた。1972年6月18日に巨人を相手にリリーフで登板、2回4自責点ながらプロ初勝利をあげる。
1974年に引退した。引退後はヤクルト本社勤務を経て、1983年ヤクルト球団のフロントに入る。2010年3月18日、常務取締役に昇格。2012年3月22日、退任した。

## 選手としての特徴
サイドに近いアンダースローからの、ストレート、スライダー、カーブ、シュートを武器とした。ストレートにはスピードがあり、シュートの切れ、制球力に優れるが、変化球の角度にやや甘さがあった。

## 詳細情報

### 年度別投手成績
| 年 度     | 球 団     | 登 板 | 先 発 | 完 投 | 完 封 | 無 四 球 | 勝 利 | 敗 戦 | セ 丨 ブ | ホ 丨 ル ド | 勝 率 | 打 者 | 投 球 回 | 被 安 打 | 被 本 塁 打 | 与 四 球 | 敬 遠 | 与 死 球 | 奪 三 振 | 暴 投 | ボ 丨 ク | 失 点 | 自 責 点 | 防 御 率 | W H I P |
| --------- | --------- | ----- | ----- | ----- | ----- | -------- | ----- | ----- | -------- | ----------- | ----- | ----- | -------- | -------- | ----------- | -------- | ----- | -------- | -------- | ----- | -------- | ----- | -------- | -------- | ------- |
| 1971      | ヤクルト  | 5     | 1     | 0     | 0     | 0        | 0     | 0     | --       | --          | ----  | 21    | 5.1      | 2        | 1           | 0        | 0     | 0        | 2        | 0     | 0        | 3     | 1        | 1.80     | 0.38    |
| 1972      | ヤクルト  | 15    | 1     | 0     | 0     | 0        | 1     | 0     | --       | --          | 1.000 | 92    | 20.1     | 21       | 3           | 11       | 0     | 1        | 9        | 0     | 0        | 11    | 11       | 4.95     | 1.57    |
| 通算：2年 | 通算：2年 | 20    | 2     | 0     | 0     | 0        | 1     | 0     | --       | --          | 1.000 | 113   | 25.2     | 23       | 4           | 11       | 0     | 1        | 11       | 0     | 0        | 14    | 12       | 4.15     | 1.32    |

### 背番号
- 24 （1971年 - 1974年）